# Lyneborgimyia
Lyneborgimyia là một chi ruồi trong họ Syrphidae.